# Storia di Gand

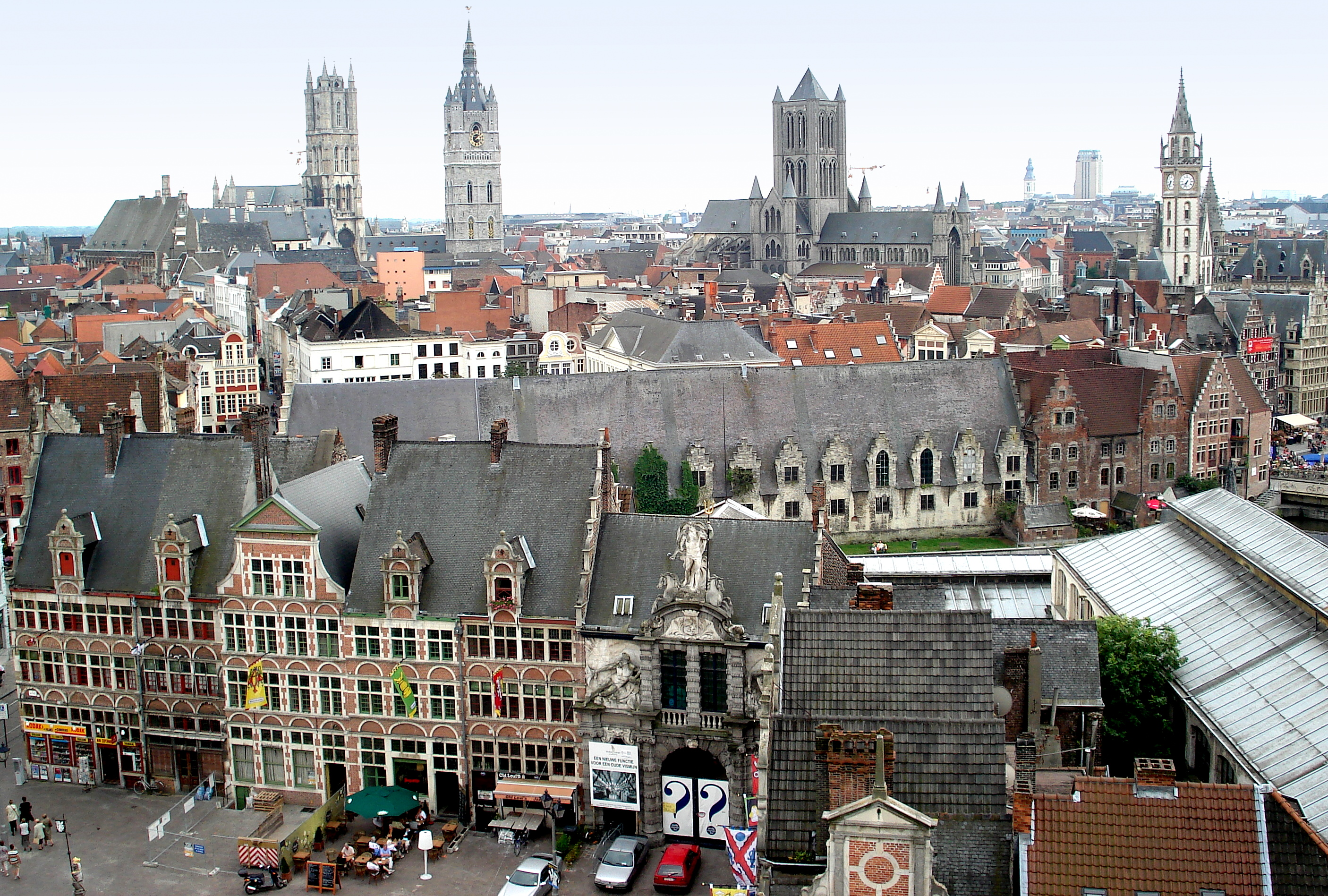
Veduta del centro storico di Gand

La storia di Gand, città oggi belga, si sviluppa a partire dal I secolo.

## Le origini

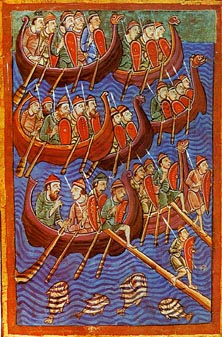
I Vichinghi in una rappresentazione del XII secolo

Il nome "Gand" deriva dal celtico Ganda, che significa "confluente", in quanto è situata alla confluenza dei fiumi Leie e Schelda. Queste terre, spesso allagate dal corso dei fiumi, erano assai paludose e quindi non tanto ideali per l'agricoltura, ma più adatte alla pastorizia. Numerosi piccoli villaggi erano presenti già dal I secolo.
Con la caduta dell'Impero romano d'Occidente, a partire dalla fine del IV e per tutto il V secolo, i Franchi Sali invasero i territori romanizzati, sostituendovi le lingue celtica e latina con l'Antico olandese che si mantenne, evolvendosi, fino ad oggi come neerlandese.

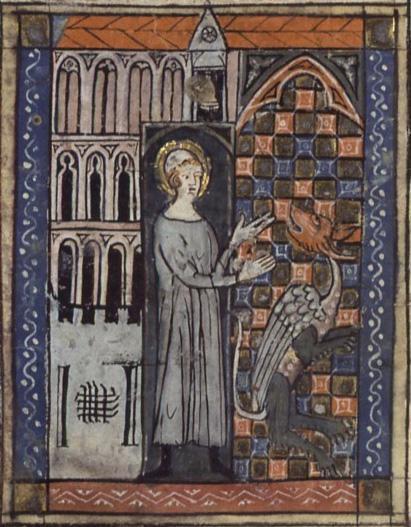
Sant'Amando evangelizzatore di Gand

Gand fu uno degli ultimi avamposti del Paganesimo nelle Gallie, infatti quando all'inizio del VII secolo Sant'Amando venne per evangelizzare le zone fu gettato nella Schelda. Tuttavia riuscì a fondare due abbazie, quella di San Pietro nel 625 e quella di San Bavone nel 650, attorno alle quali si svilupparono subito dei villaggi. Verso l'800, Ludovico il Pio, scelse Eginardo, il biografo di suo padre Carlomagno, come abate delle fondazioni religiose.
I Vichinghi occuparono e distrussero più volte Gand e la regione circostante nell'851-852 e fra l'879 e l'883, finché vennero definitivamente fermati nell'autunno dell'891; come riportato dagli Annales Vedastini, una serie di Annali riguardanti la Lotaringia scritti intorno al X secolo dai monaci dell'Abbazia di Saint-Vaast ad Arras in Francia. In questo documento infatti viene descritta l'ennesima invasione normanna che attraverso il Brabante e la Schelda mirava di raggiungere la Mosa, ma che nei pressi della città di Lovanio vennero battuti dall'esercito del re dei Franchi Arnolfo di Carinzia. La battaglia fu così cruenta che si riportò la notizia che i corpi dei Normanni bloccavano il flusso del fiume Dijle.
All'inizio del X secolo, Arnolfo I di Fiandra costruisce una prima fortezza in pietra al posto dell'attuale Castello dei conti di Fiandra, alla confluenza dei due fiumi. Lo cede in gestione a dei castellani ereditari, i Wenemar, sotto il controllo dell'Abbazia di San Pietro. Ben presto attorno alla fortezza e lungo il fiume Leie (Oggi il Graslei) crebbe un villaggio, l'Oudburg, il nucleo più antico da cui si sviluppò la città di Gand.

## Uno sviluppo inarrestabile

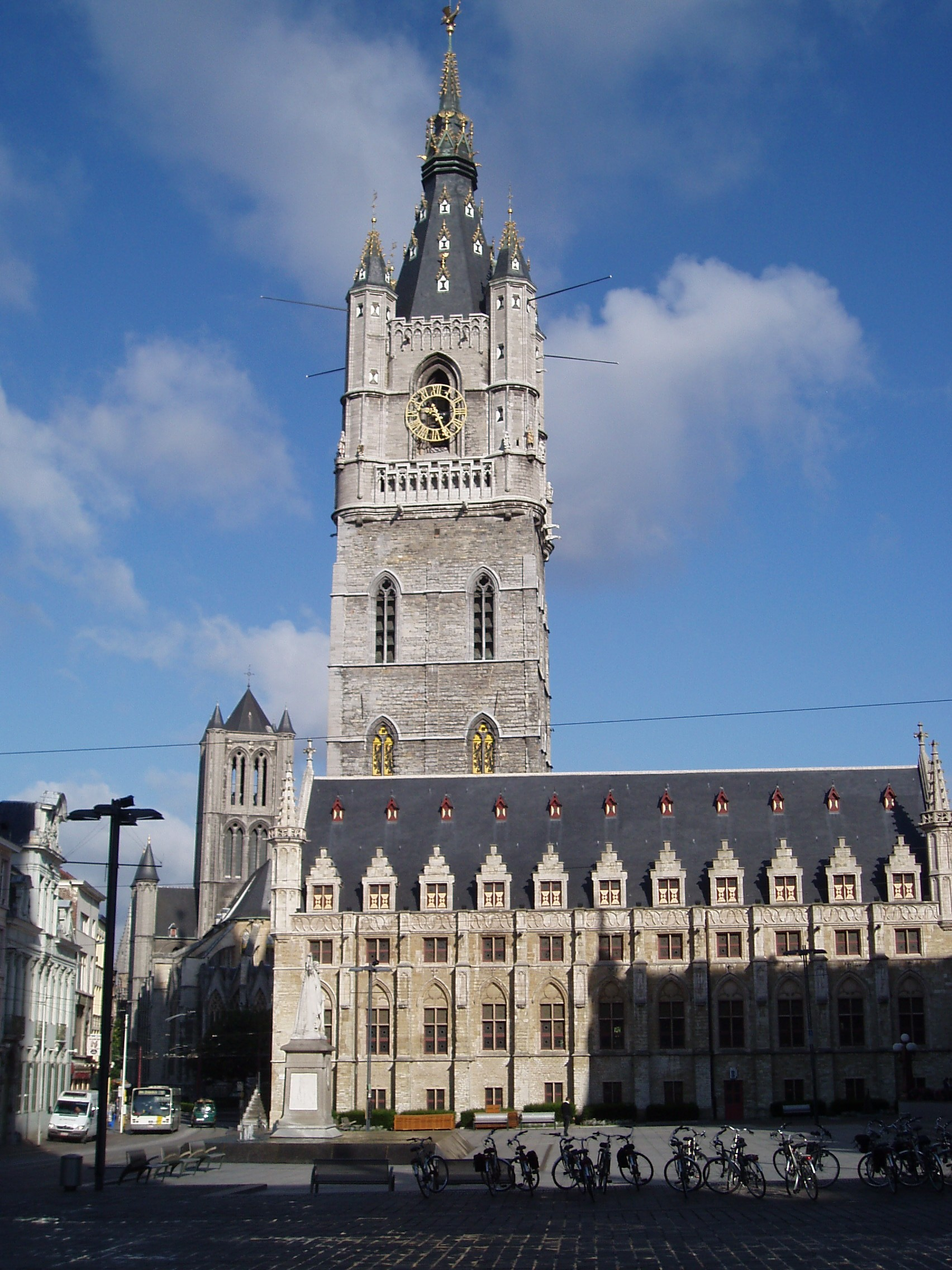
Vista col Beffroi di Gand, simbolo dei privilegi cittadini.

La zona dove sorge la città presentava allora caratteristiche assai particolari date sia dal comportamento dei due fiumi, sia dal clima, entrambi fortemente sfavorevoli allo sviluppo di un'agricoltura produttiva. Infatti il corso instabile dei due fiumi provocavano spesso continui straripamenti nelle pianure circostanti rendendone i terreni paludosi. Si poteva praticare una pastorizia, soprattutto di ovini, e la coltura del lino a discapito di vere e proprie coltivazioni. 
Si iniziò subito una grande opera di bonifica del territorio canalizzando le acque fluviali e pluviali, che man mano conferì alla città quelle caratteristiche base per la sua epoca d'oro. 
Infatti se dapprima l'enorme quantità d'acqua aveva un influsso negativo, ora venne impiegata in una maniera tale da divenire addirittura basilare all'economia della zona. La canalizzazione aveva portato alla città una grande forza energetica, dove le acque azionavano il movimento delle ruote di mulini, permettevano la creazione di grandi bacini di macerazione del lino e inoltre permettevano uno scarico veloce di rifiuti di lavorazione. Sommato alle materie prime del lino e soprattutto della lana prodotti nella campagna circostante, diede inizio a quella fiorente industria dei tessuti che rese ricca e potente la città per i secoli a venire. L'industria tessile, in particolare laniera, originaria di Bruges, darà vita a quella che è la più antica zona industriale d'Europa. Tale era il fermento e la richiesta del panno di lana che occorse importare la materia prima dalla Scozia e dall'Inghilterra, instaurando un rapporto sempre più stretto con le isole britanniche.
A partire dall'anno 1000 lo sviluppo di Gand fu inarrestabile e in continua ascesa, tanto che divenne, fino al 1550, la più popolosa città dei Paesi Bassi e una delle maggiori d'Europa, arrivando fino ad avere, nel XIV secolo, oltre 60 000 abitanti. Era più grande di Londra, Colonia e Mosca. Escludendo l'Italia c'era soltanto Parigi, con i suoi 100 000 abitanti, ad avere una popolazione maggiore, tanto che divenne famosa la frase che pronunciò l'imperatore Carlo V, nativo di Gand, che disse: 
(Carlo V d'Asburgo)
dove guanto (gant), con il gioco di trascrizione, sta per Gand.
Inoltre la posizione di Gand era straordinaria, al centro della regione delle Fiandre, zona fulcro di scambi e commerci fra tutti i paesi d'Europa, dove confluivano le materie prime dalle isole britanniche, prodotti agricoli dai Paesi Bassi, manufatti dalla Francia, legni e minerali dalla Germania e prodotti orientali, sete e spezie, che attraverso il Reno risalivano da Venezia.

## L'epoca d'oro
Nel 1180 Filippo d'Alsazia, conte di Fiandra, ricostruì il Castello di Gand, trasformando la città nella capitale delle Fiandre e quindi luogo di prim'ordine dell'industria e del commercio di tutta la regione.

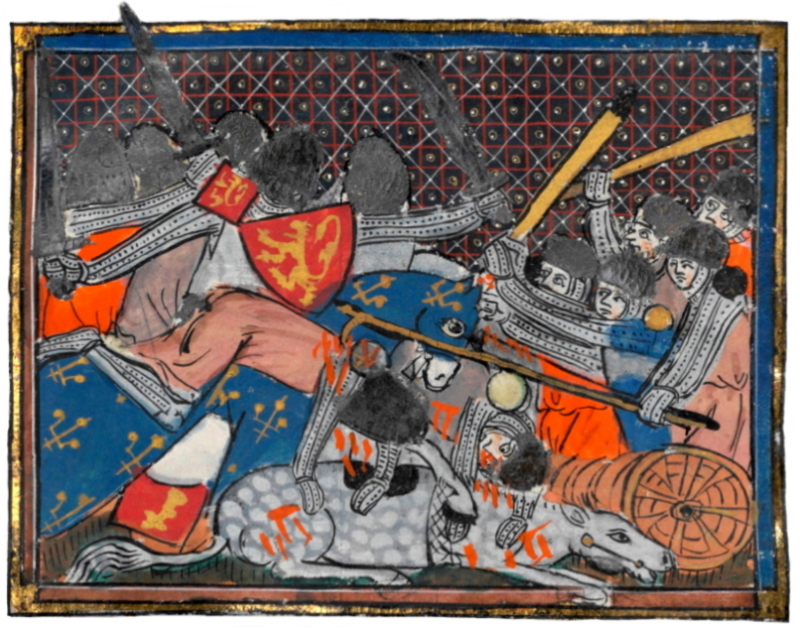
La Battaglia degli speroni d'oro.

Ma il grande sviluppo industriale e commerciale della città cominciò a rilevare un'importanza esistenziale delle autorità della città (mercanti e artigiani) nei confronti di quelle del conte di Fiandra. Nacquero così le prime corporazioni cittadine, dove i ricchi mercanti e artigiani si riunivano in associazioni atte a fondare e difendere i loro diritti di libertà e di legislazione. Con varie lotte in opposizione al potere signorile molte città d'Europa riuscirono a costituirsi in Libero comune e Gand ne fu una delle più importanti e accanite. Tuttavia, per mantenere la loro autonomia dal conte, i ricchi mercanti si allearono al re di Francia, ma il popolo, messo da parte e sottomesso, non era contento dello strapotere delle ricche famiglie, tanto che gli appiopparono il nomignolo di Leliaerts (dal neerlandese lelie, giglio), in referenza al giglio emblematico francese.
I comuni delle Fiandre, guidati dai ricchi mercanti, si trovarono così dall'anno 1300 soggetti al dominio di Filippo IV il Bello, re di Francia, il quale aveva inviato una grande forza di occupazione per mantenere la sua sovranità sulla ricca regione. A Bruges la guarnigione francese presente in città venne massacrata durante una ribellione dei cittadini; rapidamente la rivolta si estese e altri comuni fiamminghi, che, unendo le proprie forze a quelle di Bruges, si scontrarono nel 1302 con i francesi a Courtrai, diedero luogo alla Battaglia degli speroni d'oro. Ne riuscirono vincitori, sia nei confronti dei francesi che in quelli degli aristocratici. La gestione delle città fiamminghe guadagnò in democrazia e le gilde vengono gestite più da cittadini che da aristocratici.
Le Fiandre erano un territorio legato economicamente all'Inghilterra tramite il fervente commercio della lana. Infatti, se da una parte le Fiandre avevano sempre più bisogno della materia prima per le loro industrie tessili, dall'altra l'Inghilterra aveva estrema necessità di esportare il suo prodotto. I rapporti fra i due Paesi divennero sempre più stretti, tanto che il cittadino Giovanni divenne il primo Duca di Lancaster. Il traffico, se sospeso, rischiava di mettere in ginocchio l'economia inglese e nello stesso tempo l'arresto delle attività tessili dei fiamminghi. Ecco dunque l'importanza francese di conquistare le Fiandre e la preoccupazione inglese che ne scaturì.

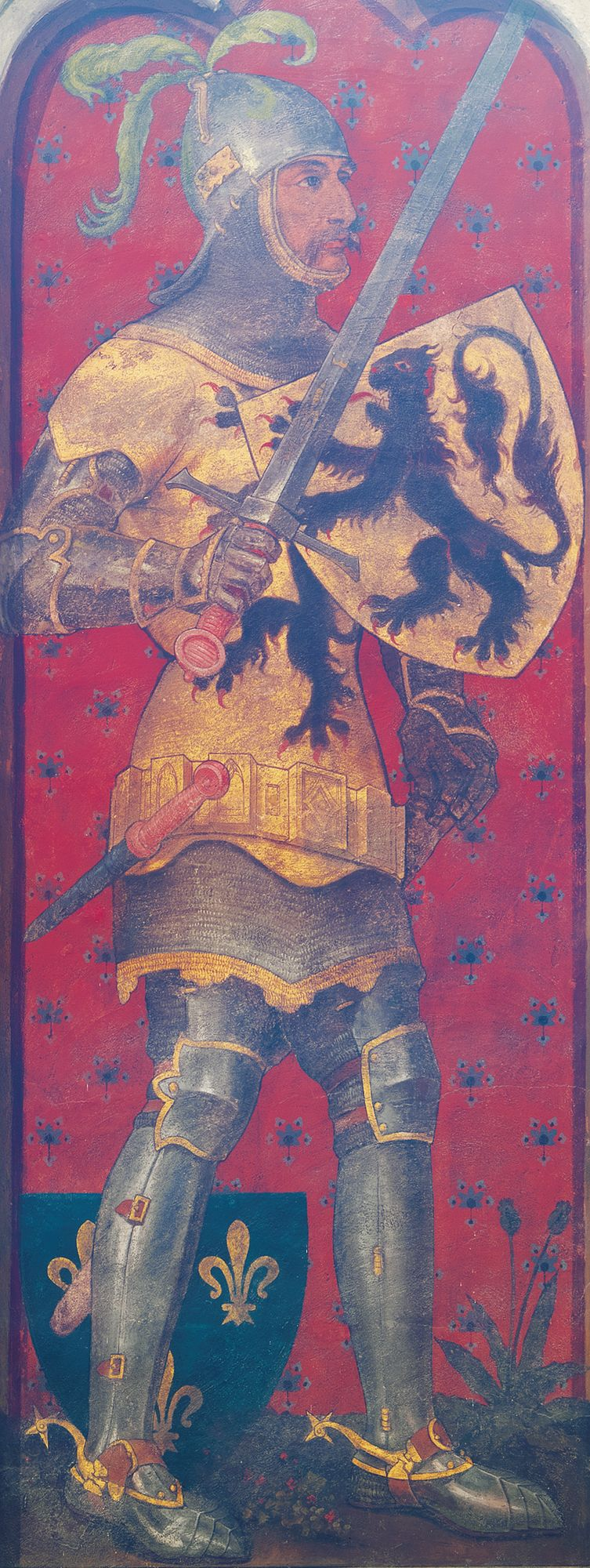
Il conte Luigi I di Fiandra.

Il nuovo conte Luigi I di Fiandra, filofrancese, in seguito a due grandi rivolte di alcune città fiamminghe (fra le quali Bruges e Courtrai) capeggiate da Nicolaas Zannekin, dovette far appello al re Filippo VI di Francia per ristabilire l'ordine. Filippo VI schiacciò le città rivoltose a Cassel nel 1328 e Luigi I poté così esercitare una violenta repressione, poi attutita concedendo qualche effimera libertà (i cosiddetti Mauvais privilège) al fine di rafforzare il suo potere.
Nel 1335 Luigi I, anche se risiedeva a Gand, ne scontentò i cittadini obbligandoli, secondo la volontà di Filippo VI, a combattere contro le navi di Edoardo III d'Inghilterra. Fu il primo episodio della Guerra dei cent'anni. Privata della lana inglese l'economia fiamminga entrò subito in crisi e l'odio sia degli operai che degli artigiani, si focalizzò sul conte. 
Inoltre l'arresto di un altro eroe, Zeger Janszone, fece precipitare le cose. I cittadini di Gand elessero loro borgomastro nel 1337 Jacob van Artevelde, figlio di una potente famiglia mercantile cittadina, che respinse l'11 aprile 1338 l'armata reale. Grazie a questo evento Artevelde acquisì un gran potere in città fondando nel 1338 un concilio di cinque Capitani (Audiëntie) di cui egli era il leader, in un regime semi-dittatoriale.. Nel 1339 creò un'alleanza fra le tre città di Gand, Ieper e Bruges, dette i Tre Membri, che costrinse alla fuga il conte dai suoi territori, sostituito da Simone di Mirabello (Simon Van Halen), ricco banchiere d'origini lombarde.
Artevelde cercò anche di spingere i "Tre Membri" a riprendere le parti degli inglesi. Furono proprio i Capitani di Gand a persuadere Edoardo III di Inghilterra a rivendicare il trono di Francia; infatti proprio a Gand, l'8 febbraio 1340, Edoardo III si proclamò re di Francia. Ciò guadagnò alle Fiandre privilegi e concessioni economiche.
Nel maggio del 1345 iniziarono le ostilità tra Inghilterra e Francia, e, mentre la regione fiamminga e il settore tessile prosperavano, il consenso verso Artevelde calò notevolmente, tanto che il 24 luglio, una rivolta, probabilmente scoppiata in seguito al suo regime dispotico e violento e fomentata dai filofrancesi, portò alla sua morte. Luigi I di Fiandra ne approfittò per cercare di ristabilire il suo dominio, ma definitivamente cacciato dai cittadini di Gand, rivendicò allora al duca Enrico II di Brabante la signoria di Mechelen e ritornò a combattere per Filippo VI di Francia, fino alla sua morte nella Battaglia di Crécy.
Nel 1347 il nuovo conte Luigi II di Fiandra, contro il parere dei fiamminghi parteggianti per l'Inghilterra, sposò Margherita di Brabante, figlia di Giovanni III di Brabante e Maria d'Evreux. Scoppiò una nuova ribellione guidata dalla città di Gand, che non ottenendo, tuttavia, l'appoggio del re d'Inghilterra, venne duramente soffocata dal conte e dal re di Francia nel gennaio del 1349. A questi avvenimenti seguirono 30 anni di pace e prosperità durante i quali la città si rafforzò ulteriormente.
Luigi II nel 1355, alla morte del suocero, pretese da Giovanna di Brabante, che gli era succeduta, la dote della moglie Margherita. Non essendo stato esaudito, occupò il Brabante nel 1356, ma già nel 1357 dovette cederlo in seguito a una rivolta scoppiata a Bruxelles e capeggiata dall'eroe cittadino Everard t'Serclaes. Mantenne solo il titolo, garantendo comunque ai suoi discendenti il diritto di successione sui ducati di Brabante e Limburgo, unificando così tutte le terre fiamminghe a nord della Schelda.

## L'integrazione al Ducato di Borgogna
Luigi II di Fiandra seguì una politica di equidistanza tra Francia ed Inghilterra, impegnandosi piuttosto sulla scelta matrimoniale con la Casa di Borgogna. Nel 1357 fece sposare la sua unica figlia, Margherita III delle Fiandre, al duca Filippo I di Borgogna. Rimasta vedova, nel 1361, Luigi II pensò di risposarla, ora che era diventata ereditiera anche delle contee di Borgogna e di Artois, a uno dei figli del re Edoardo III d'Inghilterra. Sia il papa Urbano V, che re Carlo V di Francia si opposero al progetto e quest'ultimo, cedendogli le cosiddette Fiandre francesi, composte dai tre distretti di Lilla, Douai e Orchies indusse Luigi II ad accettare il matrimonio tra la figlia Margherita III e suo fratello, il nuovo duca di Borgogna, Filippo II l'Ardito. Il matrimonio tra Margherita e Filippo II fu celebrato, nel 1369.

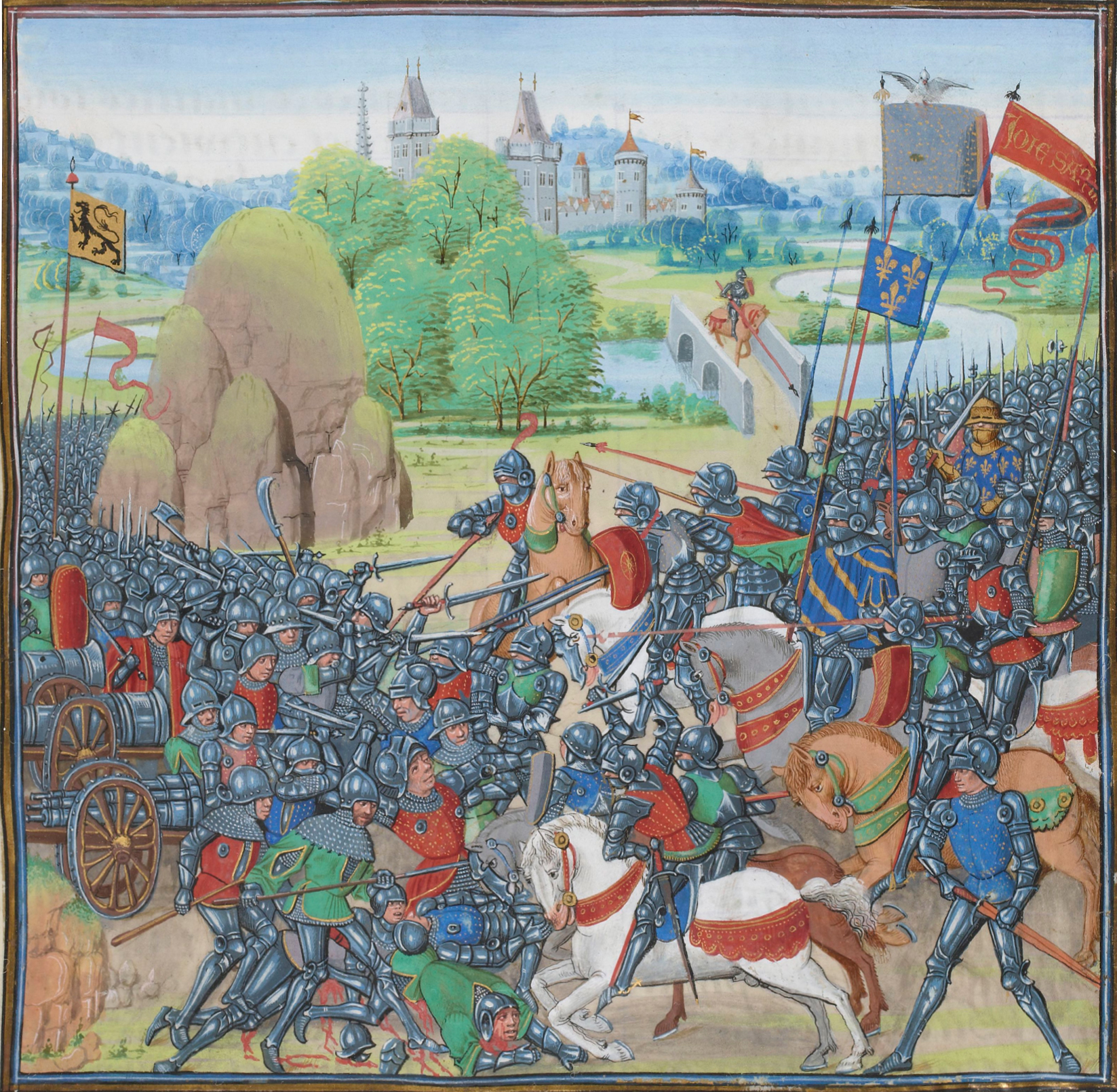
La Battaglia di Roosebeke

Intanto nel 1360 tornò a Gand, dopo la fuga in Inghilterra, Philip van Artevelde, figlio di Jacob, che rientrò subito in politica. Nel 1379, i tessitori di Gand si ribellarono nuovamente, mentre Bruges rimase fedele al conte, che pose il suo quartier generale proprio in quella città. Gand si affidò alla guida di Filips, che dopo il fallimento delle trattative attaccò Bruges, sconfisse Luigi II in campo aperto e conquistò la città nel maggio del 1382. 
Tutte le Fiandre, sino a Liegi, appoggiarono la rivolta. Luigi II, con una fuga rocambolesca, si rifugiò a Lilla, dove, morta nel frattempo la madre Margherita di Francia, ereditò le contee di Borgogna e Artois. Chiese aiuto al genero, il duca di Borgogna, Filippo II l'Ardito, che accorse insieme al nuovo re di Francia Carlo VI, sconfiggendo le truppe ribelli nella battaglia di Roosebeke nel novembre del 1382, dove Artevelde morì per soffocamento, schiacciato dai propri soldati, assaliti dalle truppe francesi.
Luigi II morì nel gennaio del 1384 e gli succedette la figlia Margherita, col nome di contessa Margherita III delle Fiandre, di Nevers e di Rethel, e contessa Margherita II di Borgogna e Artois.
Tuttavia nelle Fiandre vi era ancora uno stato di guerra civile, nell'ambito della guerra dei cent'anni, terreno di scontro tra inglesi e Franco-Borgognoni. Infatti Gand non aveva ancora accettato l'autorità della contessa, tanto che, con l'aiuto degli inglesi, aveva conquistato la città di Damme e appoggiata dalla popolazione, la città resistette sei settimane all'assedio dei Franco-Borgognoni prima di essere presa e saccheggiata nel 1385.
Il 18 dicembre 1385 finalmente anche Gand aprì le porte ai conti di Fiandra, in cambio di un'amnistia generale ed il mantenimento dei suoi privilegi, come siglato da Filippo II e dai rappresentanti di Gand nel Trattato di Tournai. Questo trattato, che comunque indusse Gand a rinunciare definitivamente alla sua alleanza con l'Inghilterra per legarsi ai re di Francia, tranquillizzò le Fiandre.
Nel novembre 1386, i francesi raccolsero in Fiandra un'imponente flotta (da 150 a 1.200 navi secondo le cronache) ed un esercito per invadere l'Inghilterra, ma per l'indecisione, la partenza fu ritardata ed infine annullata a causa della stagione avanzata. Comunque la rivalità tra francesi e inglesi si spense anche in seguito al fatto che, in quel periodo, presero vita diverse spedizioni per combattere gli infedeli, fossero essi Prussiani, Berberi o Turchi.
Nel 1407 la sede del Consiglio delle Fiandre, la più alta giurisdizione della contea, venne trasferita da Bruges a Gand, nel Castello dei Conti, e il neerlandese fu riconosciuto lingua veicolare.
L'aumento delle tasse, insieme al calo delle esportazioni, provocarono un'altra rivolta, che si calmò solo nel 1453 con la battaglia di Gavere, dove le milizie cittadine furono battute da quelle di Filippo il Buono. Allora il centro economico della regione si spostò dalle Fiandre (Bruges e Gand) al Brabante (Anversa e Bruxelles), anche se comunque Gand continuerà a mantenere un ruolo importante.

## Gli Asburgo

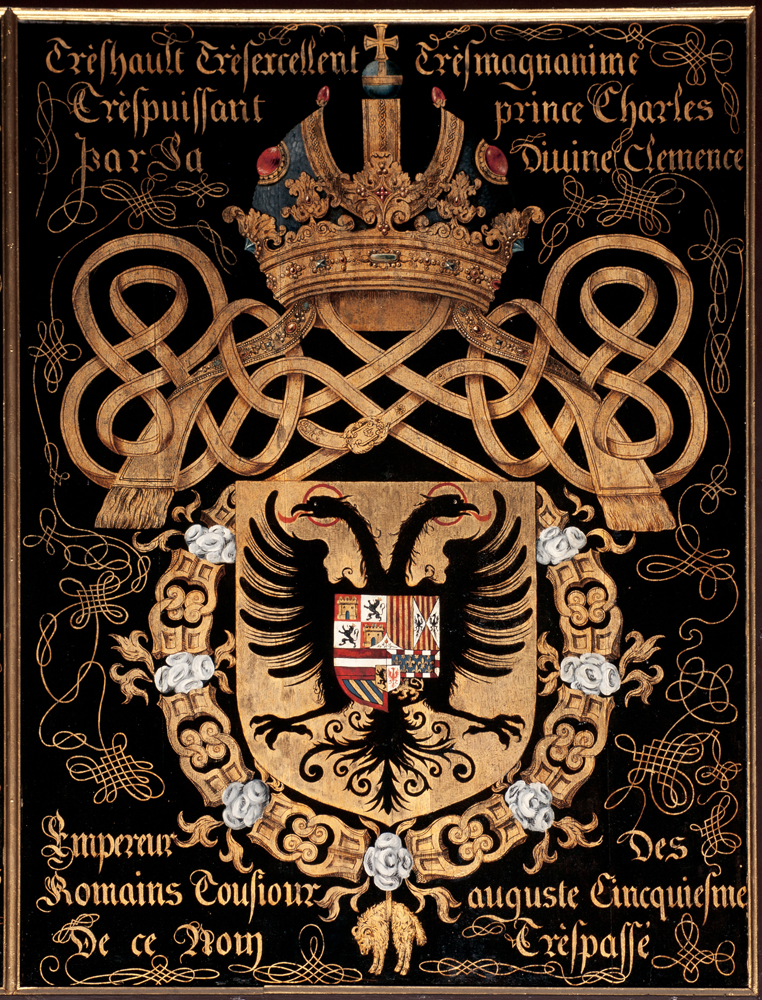
Stemma di Carlo V nella Cattedrale di San Bavone.

Il 24 febbraio del 1500 Giovanna di Castiglia diede alla luce, in città, il figlio Carlo, futuro imperatore del Sacro Romano Impero e re di Spagna. Tuttavia i cittadini di Gand restarono fedeli alla loro reputazione di fieri e ostinati, portandoli a rivoltarsi anche contro il loro principe ereditario, ma sarà troppo.
La risposta di Carlo V sarà brutale, prende forti misure repressive per soffocare la rivolta del 1539-40, esigendo un'umiliazione pubblica della città. Il 24 febbraio 1540, giorno del compleanno dell'imperatore, una decina di cospiratori (fra 9 e 17) furono decapitati e 500 notabili dovettero sfilare in vesti di penitenti, a piedi nudi e con una corda al collo davanti all'imperatore per implorare la sua grazia: questo fatto meritò ai cittadini l'appellativo di Stroppendragers. Inoltre la città vide dissolta la Congregazione di San Bavone e la distruzione del suo monastero con conseguente erezione di una cittadella a difesa e offesa della città; venne ritirata dal Beffroi la campana Klokke Roeland, simbolo dell'indipendenza comunale; canali e fossati cittadini furono colmati e posto sotto processo per lesa maestà il Consiglio di città, con la conseguente revoca di tutti i privilegi civici e la confisca delle Carte comunali. Le Corporazioni perdettero autonomia e poteri. Gand era in ginocchio.
Per rimpiazzare questa vecchia organizzazione Carlo V redasse una nuova carta, la cosiddetta Concessione carolina, atta a ritirare l'influenza delle corporazioni sull'elezione degli scabini del consiglio civico così da costituire un sistema di nomina dalla corte. Iniziò così il declino economico progressivo della città, che perduto anche il passaggio verso il mare, vide la sua popolazione man mano dimezzarsi.

## Spagnoli e Calvinisti

Divisione dei Paesi Bassi dopo l'Unione di Utrecht.

Durante l'avanzare del XVI secolo il Calvinismo raccolse sempre maggiori consensi nelle popolazioni dei Paesi Bassi, da nord verso sud, così da far scattare la repressione spagnola da cui scaturì la guerra degli ottant'anni. L'occupazione militare spagnola guidata dal Duca d'Alba e la feroce inquisizione instaurata da Filippo II d'Asburgo provocarono le prime violente sollevazioni incrementate anche dallo spirito indipendentista e patriottico dei Paesi Bassi. La bancarotta spagnola del 1575 e la conseguente incapacità di pagare le truppe, spinse i soldati spagnoli ammutinati e senza controllo ad assaltare e saccheggiare nel novembre del 1576 Anversa. Questa cosiddetta "Furia spagnola" contribuì a cementare le province dei Paesi Bassi e a portarle sempre più verso la rivolta.
Si giunse così, l'8 novembre 1576, alla Pacificazione di Gand, un'alleanza fra le Diciassette Province dei Paesi Bassi che si accordavano per il mantenimento della tolleranza religiosa e per il proseguimento comune della lotta contro le forze ammutinate presenti nella regione. Don Giovanni d'Austria fu costretto ad accettare e intanto i calvinisti si organizzano in un forte partito guidati dal programma del principe Guglielmo I d'Orange atto a restaurare i diritti e le libertà comunali. Fu così che tra il 1577 e il 1584 Gand accolse la fede protestante e fondò una Repubblica calvinista.
Nonostante che le province cattoliche del sud avessero alla fine aderito alla rivolta, esse rimasero formalmente legate al governo di Madrid. Nel 1578 venne nominato governatore dei Paesi Bassi Alessandro Farnese. Individuate le sostanziali differenze e divisioni nel fronte dei ribelli, che contrapponevano i calvinisti ai cattolici e i fiamminghi ai valloni, Farnese decise di sfruttare il malcontento delle province cattoliche meridionali verso il calvinismo militante delle province settentrionali, e con una efficace opera di persuasione riuscì a riportare le province meridionali sotto il controllo spagnolo. Il 6 gennaio 1579 alcune province meridionali, la Vallonia e le cosiddette Fiandre francesi, firmarono l'Unione di Arras, costituendosi nei Paesi Bassi del Sud posti sotto la corona di Filippo II, e di fede cattolica. Dall'altra parte, il 23 gennaio, Guglielmo d'Orange unì le province settentrionali nell'Unione di Utrecht, cui aderirono anche alcune città meridionali come Bruges, Gand, Anversa e Bruxelles. Ora le 17 province dei Paesi Bassi erano, a tutti gli effetti, divise in una parte meridionale fedele alla Spagna e in una settentrionale in piena rivolta. 
Tuttavia, con l'Atto di abiura di Francesco Ercole di Valois, duca d'Alençon, Filippo II di Spagna inviò le truppe spagnole al comando del Farnese per riconquistare le Fiandre e il Brabante, ripristinando il cattolicesimo in queste aree. Così nel 1585, con la presa di Anversa da parte degli spagnoli, tutte le città fiamminghe furono definitivamente incluse nei Paesi Bassi del Sud.

## I francesi

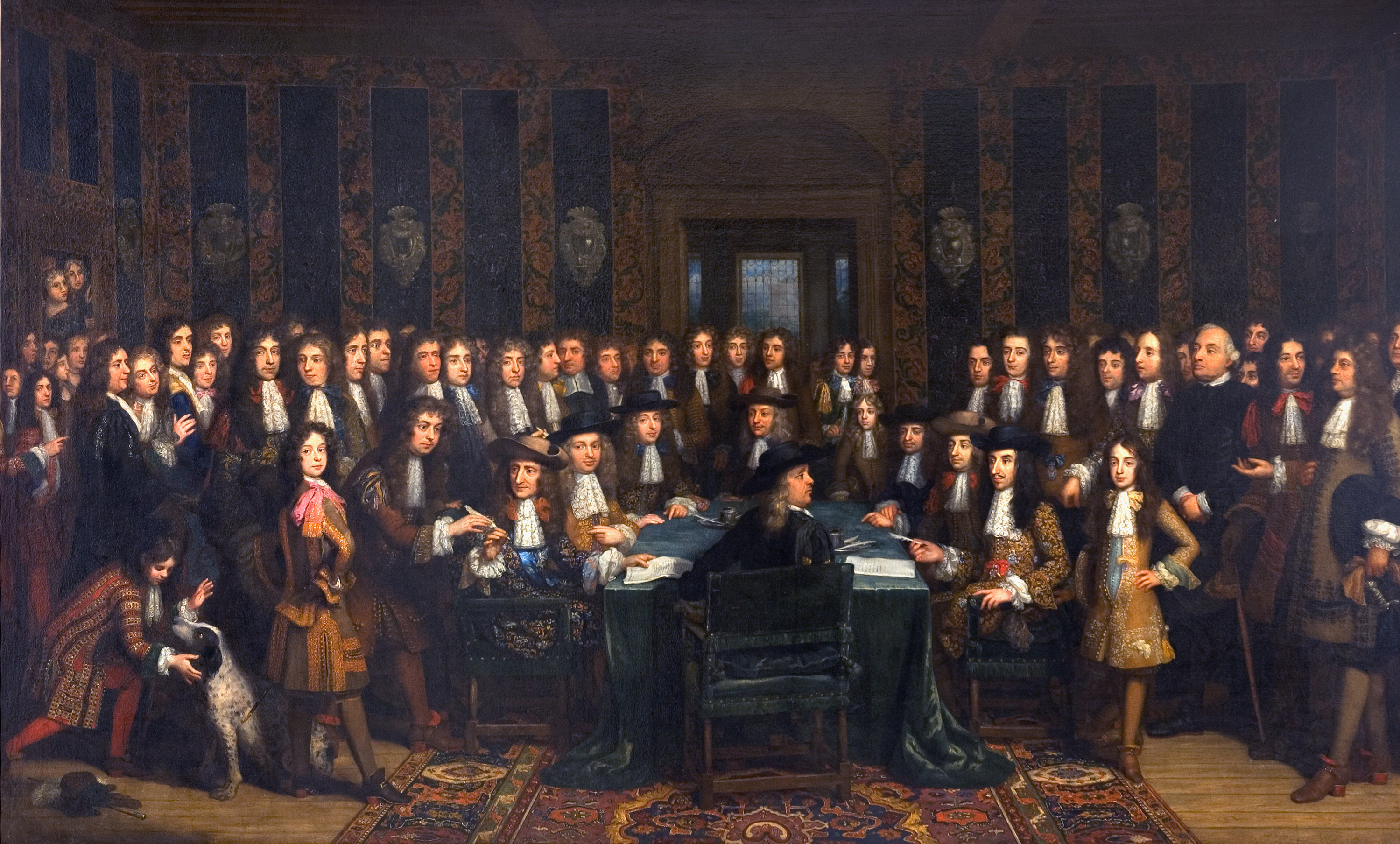
La Pace di Nimega.

Col Trattato di Aquisgrana del 1668, che poneva fine alla cosiddetta Guerra di devoluzione scoppiata tra Francia e Spagna in seguito alle rivendicazioni mosse da Luigi XIV sul Brabante e la Franca Contea, e che impose al Re Sole di rinunciare alle Fiandre, si aggravarono ulteriormente i rapporti tra la Francia e la Repubblica delle Sette Province Unite d'Olanda.
Ne scaturì la Guerra d'Olanda, che scoppiata nel 1672 vide la Francia opporsi alla Quadruplice alleanza composta da Brandeburgo, Sacro Romano Impero, Spagna, e Repubblica delle Sette Province Unite. Essa scoppiò subito dopo il Trattato di Aquisgrana (1668), che sancì la fine della Guerra di devoluzione tra francesi e spagnoli.
La sua conclusione tuttavia portò notevoli acquisizioni territoriali al Regno di Francia (anche se non tutte quelle sperate all'inizio del conflitto) e sancì la supremazia militare francese sul continente europeo.
Dopo una serie di vittorie militari, Vauban, maresciallo di Francia, assediò e catturò nel 1678 la città di Gand.
Dopo sei anni di scontri, l'Europa era ormai esausta e iniziarono i negoziati di pace che si conclusero nel 1678 con la Pace di Nimega, dove Luigi XIV di Francia dovette cedere i territori olandesi conquistati ma mantenne molti villaggi e città dei Paesi Bassi spagnoli e la Franca Contea.

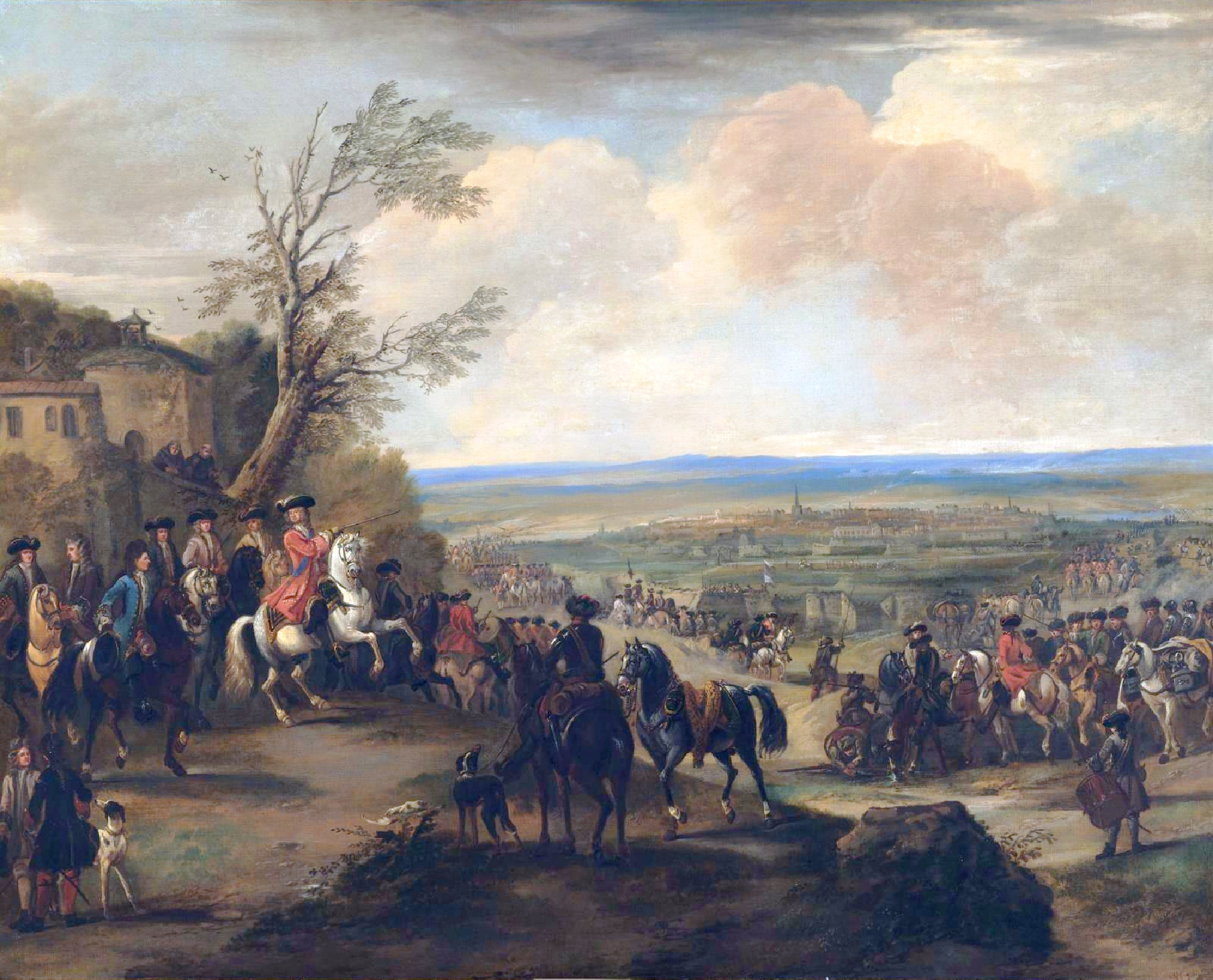
La Battaglia di Oudenaarde.

Con la Guerra di successione spagnola si arrivò alla Battaglia di Oudenaarde, dell'11 luglio 1708, dove le truppe imperiali guidate dal principe Eugenio di Savoia e dal duca di Marlborough, sconfissero le truppe francesi del duca di Vendôme, e del duca di Borgogna, primo nipote in linea diretta di Luigi XIV. Improvvisamente, il 5 luglio, l'armata francese si mosse verso ovest occupando le città di Gand (ove 300 soldati inglesi resistettero per qualche giorno) e Bruges, che gli permise di controllare l'intera linea del fiume Schelda, dal confine francese a Gand, anche se gli si opponeva ancora la fortezza di Oudenaarde, in mano inglese: la caduta di quest'ultima avrebbe tagliato la linea di comunicazione del Marlborough con il mare e quindi con l'Inghilterra. Col Trattato di Utrecht del marzo e aprile del 1713, che aiutò a porre fine alla Guerra di successione spagnola, il nipote di Luigi XIV, Filippo d'Angiò venne riconosciuto come re Filippo V di Spagna, in accordo con le volontà di Carlo II di Spagna, ma i Paesi Bassi del Sud andarono all'Austria.
Durante la Guerra di successione austriaca, due mesi dopo la vittoria francese della Battaglia di Fontenoy, Gand venne ripresa dai francesi l'11 luglio 1745. Infatti, un'armata francese di 5000 uomini al comando del conte Woldemar de Lowendal investe la città l'11 luglio; la guarnigione locale, chiusa nella cittadella, oppone una debole resistenza fino ad arrendersi il 15 luglio. Fu una grande conquista, infatti la città era stata già convertita nel 1742 dagli Asburgo in un'importante base armata, e i francesi poterono utilizzarla come punto di approvvigionamento e stoccaggio, tanto che l'anno successivo Gand servì come punto di partenza per l'avanzata francese culminante con l'assedio di Bruxelles.
L'Assedio bruxellese si svolge tra gennaio e febbraio 1746, dove i francesi, guidati dal maresciallo Maurizio di Sassonia, occuparono la città, allora capitale dei Paesi Bassi austriaci, comprendenti anche Mons e Namur. Bruxelles rimase sotto la Francia fino al Trattato di Aquisgrana del 1748, che pose fine alla Guerra di successione austriaca, e con il quale la Francia dovette restituire definitivamente i Paesi Bassi meridionali.

## L'industrializzazione

L'Insurrezione di Gand del 1789

Dalla metà del XVIII secolo Gand poté assistere finalmente a una ripresa economica della sua industria tessile, ritornando ad essere la più grande città del Belgio fino alla carestia del 1845-48. 
Fra il 13 ed il 17 novembre del 1789 ebbe luogo l'Insurrezione di Gand, quando l'inattesa vittoria di una rivolta urbana costrinse una nutrita guarnigione imperiale ad evacuare la città. Essa segnò la vera svolta militare della cosiddetta Rivoluzione del Brabante, che avrebbe portato, di lì ad un mese, all'effimera indipendenza dei Paesi Bassi austriaci.
Dalla fine del XVIII secolo, Gand, divenne la prima città industrializzata di terraferma e nel 1800 l'ingegnere Lieven Bauwens installò a Gand il Mule Jenny, la prima macchina tessile industriale del continente, secondo disegni copiati in Inghilterra, che la poterà ad essere, nella seconda metà del XIX secolo, la principale città tessile della lana dei Paesi Bassi, la più grande fabbrica di lino dell'Europa occidentale, e la prima città industriale in terraferma per il cotone, meritandogli il nome di "Manchester del Continente".
Il 24 dicembre 1814 venne firmato in città il Trattato di Gand, che pose fine alla Guerra anglo-americana del 1812 fra gli Stati Uniti ed il Regno Unito. Durante i Cento giorni, il re Luigi XVIII di Francia si rifugiò a Gand, che le meriterà l'appellativo satirico di Notre Père de Gand.
Dopo la disfatta di Napoleone Bonaparte nella Battaglia di Waterloo del 18 giugno 1815 e il conseguente Congresso di Vienna, Gand e i vecchi Paesi Bassi meridionali entrarono a far parte nel 1816 del Regno Unito dei Paesi Bassi. L'autorità olandese aprì in città una propria università nel 1817 e la fece ridivenire un porto marittimo grazie all'apertura del canale al mare Gand-Terneuzen nel 1827.

## Nascita dello Stato belga
Durante la Rivoluzione belga del 1830 Gand continuava a navigare contro corrente, infatti durante la lotta per l'Indipendenza del Belgio molti abitanti restarono fedeli alla casa olandese d'Orange-Nassau e il suo accesso al mare rimase bloccato per oltre un decennio, con gravi conseguenze per l'economia locale che subì un grave colpo. Furono soprattutto i borghesi, per la maggior parte francofoni, a restare nostalgici orangisti; nel 1848 fondano il Partito liberale. Tuttavia, superata la crisi, la città divenne il più grande polo industriale del continente, suscitando la nascita del movimento socialista alla guida di Edward Anseele, e del Broederlijke Wevers, il primo sindacato belga dei lavoratori, fondato proprio a Gand nel 1857.

## Storia contemporanea
Nel 1913 la città fu sede di un'Esposizione universale, per accogliere la quale venne costruito il  Miljoenenkwartier, Quartiere dei Milionari", venne terminata la costruzione della Sint-Pietersstation, la "Stazione di san Pietro" nel 1912 e realizzata la Koningin Maria Hendrikaplein, "Piazza della Regina Maria Enrichetta di fronte alla nuova stazione ferroviaria sulla linea Bruges-Bruxelles.
Gand fu occupata dai tedeschi in entrambe le guerre mondiali, ma fortunatamente si salvò dalle gravi distruzioni. Fu liberata dagli inglesi della 7ª Divisione corazzata il 6 settembre 1944.